# Вело д'Астико
Вѐло д'А̀стико (на италиански: Velo d'Astico; на венециански: Veło d'Astego, Вело д'Астего) е село и община в Северна Италия, провинция Виченца, регион Венето. Разположено е на 346 m надморска височина. Населението на общината е 2403 души (към 2015 г.).